# Deux Frères appelés Trinita
Pour plus de détails, voir Fiche technique et Distribution.
Deux Frères appelés Trinita (Jesse & Lester - Due fratelli in un posto chiamato Trinità) est un western spaghetti italien sorti en 1972, réalisé par Renzo Genta (sous le pseudonyme de James London).

## Synopsis
Jesse et Lester, deux frères, sont en désaccord sur l'exploitation d'un terrain qu'ils possèdent en tant qu'associés.

## Fiche technique
- Titre français : Deux Frères appelés Trinita[1]
- Titre original italien : Jesse & Lester - Due fratelli in un posto chiamato Trinità
- Genre : western spaghetti
- Réalisation : Renzo Genta (it)
- Scénario : Renzo Genta
- Musique : Carlo Savina
- Production : Renzo Genta, Fernando Piazza pour H.P. International Film Production
- Photographie : Antonio Modica
- Format d'image : 2.35:1
- Montage : Sergio Nuzzi
- Durée : 97 min
- Décors : Francesco Antonacci
- Costumes : Rosalba Menichelli
- Maquillage : Romolo Sensoli
- Pays :  Italie
- Langue originale : italien
- Année de sortie : 1972
- Date de sortie en salle en France : 23 avril 1975[1]

## Distribution
- Richard Harrison : Jesse Smith
- Donald O'Brien : Lester O'Hara
- Anna Zinnemann : Elena Von Schaffer
- George Wang : le Chinois
- Gino Marturano : Poker
- Federico Boido (crédité sous le pseudo de Rick Boyd) : "Biondo"
- Emilio Messina : boxeur
- Rod Licari : aboyeur au combat de boxe
- Fernando Cerulli : Thompson
- Luciano Rossi : frère de Biondo
- Aldo Cecconi : banquier
- Salvatore Baccaro : Paco
- Lino Caruana : Pablo
- Galliano Sbarra : docteur
- Daniela Meroni : prostituée
- Alba Benfatti : prostituée
- Ada Pometti : prostituée
- John Bartha : Carson